# Neogoezia breedlovei
Neogoezia breedlovei är en flockblommig växtart som beskrevs av Lincoln Constance. Neogoezia breedlovei ingår i släktet Neogoezia och familjen flockblommiga växter. Inga underarter finns listade i Catalogue of Life.